# 오페크 7호

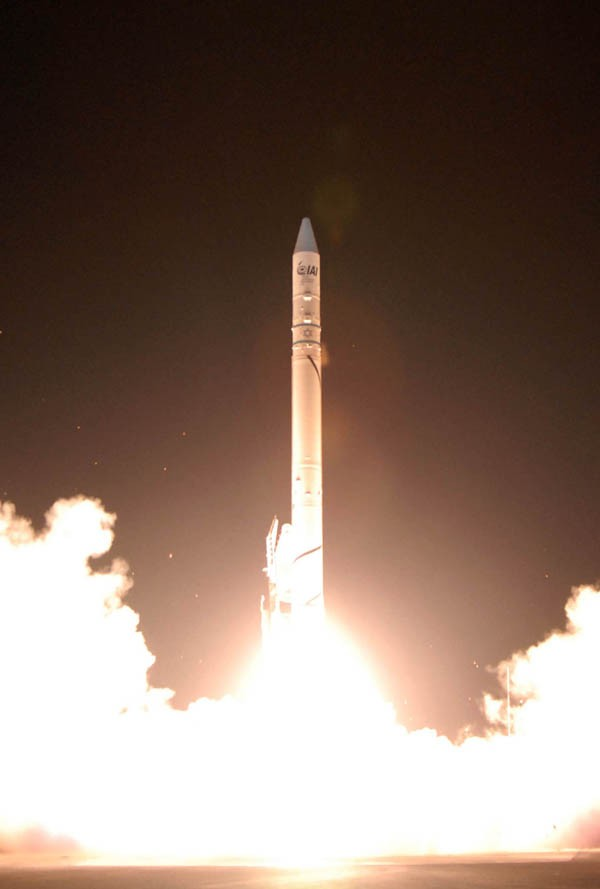

오페크 7호는 오페크 정찰위성의 하나로서, IAI가 이스라엘 국방부를 위해 제작한 인공위성이다.
오페크 7호는 2007년 6월 10일 샤빗 로켓에 의해 발사되었다.
근지점 300 km, 원지점 600 km 의 타원 궤도를 돌고 있다.
2002년의 오페크 5호 다음으로 발사된 인공위성이다.